# Landesjugendorchester Berlin
Das Landesjugendorchester Berlin (LJO Berlin) ist das Landesjugendorchester Berlins.

## Das Orchester
Das Orchester ist eine Einrichtung des Landesmusikrats Berlin und gilt als Folgemaßnahme des Wettbewerbes Jugend musiziert. In zwei jährlichen Arbeits- und Konzertphasen (Oster- und Herbstferien) werden symphonische Kompositionen aller Stilepochen erarbeitet.
Die Musiker im Alter von 14 bis 21 Jahren müssen zur Teilnahme ein Aufnahmespiel erfolgreich absolvieren. Nach den Registerproben für jede Instrumentengruppe übt das gesamte Orchester in einer Woche ein komplettes Konzert ein, welches am Probeort außerhalb der Stadt eingeübt wird.

## Geschichte
Das LJO Berlin wurde 1987 gegründet. Neben vielen Auftritten in und um Berlin gab es Auftritte in Deutschland und dem Ausland, darunter waren Polen, Frankreich, die Türkei, Russland, und Tschechien. Traditionell gibt das Orchester ein Konzert am Konzerthaus Berlin.